# Força
«Força» (en español: «Fuerza») es una canción pop escrita por la cantante luso-canadiense Nelly Furtado, Gerald Eaton y Brian West. Fue el tercer sencillo del segundo álbum de estudio de Nelly, Folklore, de 2003. El tema fue lanzado en junio de 2004 y recibió una crítica positiva. La canción además fue el himno oficial de la Eurocopa de 2004, celebrada en Portugal. Curiosamente, Nelly Furtado es de ascendencia portuguesa, ya que sus padres son de las Islas Azores.

## Versiones oficiales y remixes
1. «Força» (edición de radio) – 3:03
2. «Força» (versión del álbum) – 3:44
3. «Força» (Instrumental) – 3:43
4. «Força» (Swiza main mix) – 3:33
5. «Força» (Swiza versión extendida) – 5:18
6. «Força» (Armand van Helden remix) – 8:24
7. «Força» (Armand van Helden dub) – 8:24
8. «Força» (Rui Da Silva vocal mix) – 8:01
9. «Força» (Rui Da Silva Kismet mix) – 7:56
10. «Força» (Exacta mix) – 5:59
11. «Força» (A capela) – 3:28

## Posiciones
| País (2004)              | Posición |
| ------------------------ | -------- |
| Argentina                | 1        |
| Alemania Airplay Top 100 | 1        |
| Portugal                 | 1        |
| Austria Top 75           | 5        |
| Bélgica                  | 17       |
| China                    | 15       |
| Chile                    | 38       |
| Venezuela                | 1        |
| Dinamarca                | 13       |
| Holanda Top 40           | 3        |
| Holanda Top 100          | 4        |
| Alemania Top 100         | 9        |
| Italia Top 50            | 34       |
| Letonia                  | 7        |
| México                   | 12       |
| Rusia                    | 6        |
| Suecia                   | 34       |
| Suiza Top 100            | 5        |
| Tokio Hot 100            | 76       |
| Reino Unido Top 75       | 40       |